# گوجه خشک

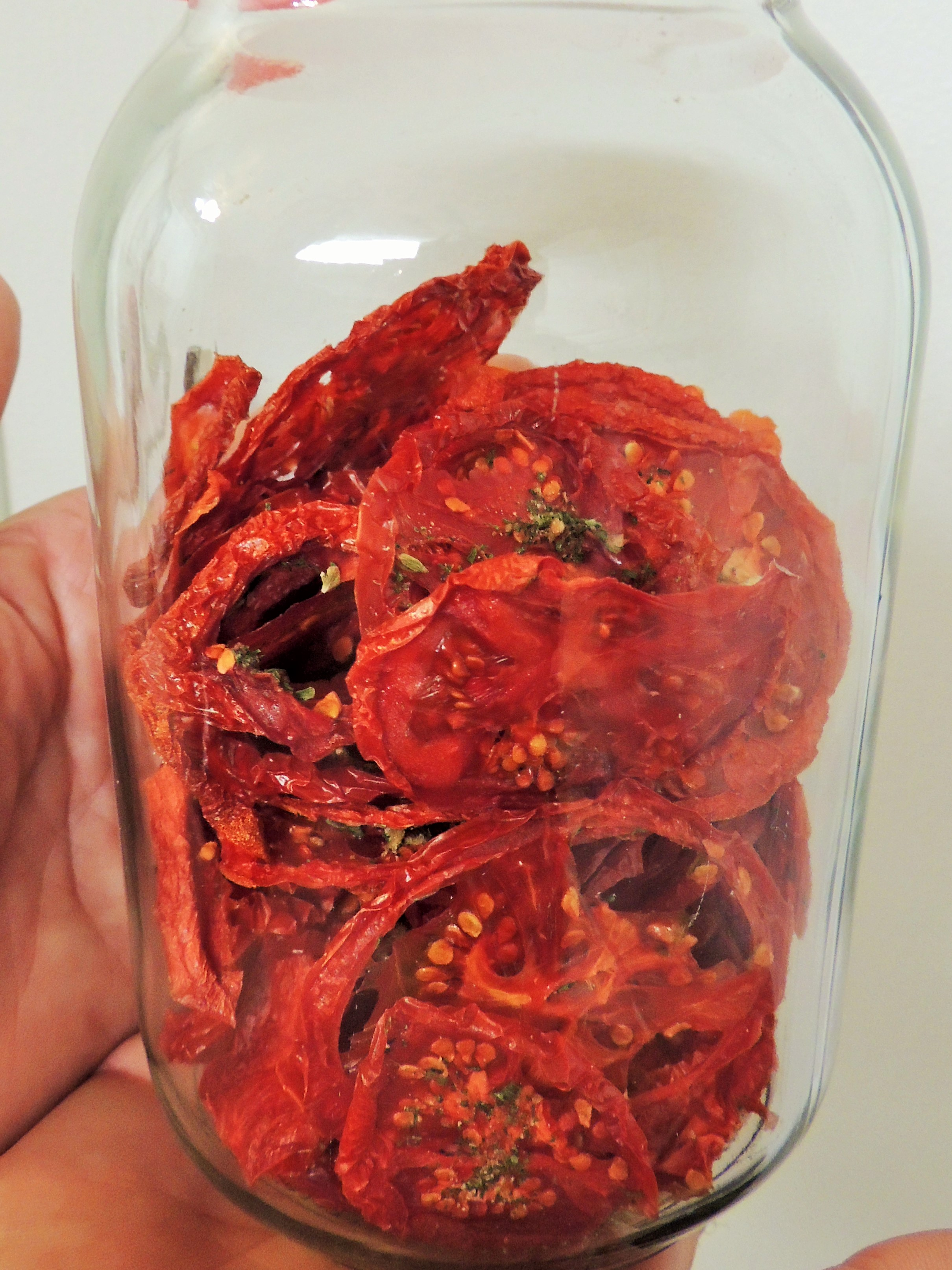
گوجه خشک در شیشه

گوجه خشک از خشک کردن گوجه فرنگی رسیده و سفت تولید می‌شود که در اکثر غذاهای سنتی اعم از آبگوشت، خورشت و… استفاده می‌شود. به‌طور تقریبی از هر کیلو گوجه می‌توان ۱۰۰ گرم گوجه خشک تهیه نمود.

## روش‌های تهیهٔ گوجه خشک
برای خشک کردن گوجه ابتدا گوجه‌ها را شسته و برش‌هایی به اندازهٔ ۱ سانتی‌متر می‌زنند، سپس نمک و مقداری سبزیجات خشک به آن اضافه می‌کنند.
سه روش برای خشک کردن گوجه موجود است:

### خشک کردن در آفتاب
در این روش گوجه‌های برش خورده را در سینی چیده و زیر نور مستقیم خورشید قرار داده تا از این روش رطوبت و آب آن خشک شود این روش خشک کردن حدود یک هفته الی ده روز زمان می‌برد.

### خشک کردن با سلاردم
این روش سریع‌ترین روش خشک کردن گوجه می‌باشد که پس از چیدن گوجه‌های برش خورده روی پایه‌های سلاردم با تنظیم دمای آن روی ۱۰۰ درجه سانتی گراد به مدت ۴۰ دقیقه انجام می‌شود.

### خشک کردن درون فر
در این روش گوجه‌های برش خورده را در سینی فر چیده و در دمای ۷۰ درجه حداقل به مدت ۱۱ ساعت خشک می‌کنیم.

### خشک کردن با دستگاه خشک کن
در این روش نیز پس از چیدن گوجه‌ها در دستگاه دمای ان را روی ۶۰ درجه سانتی گراد تنظیم کرده و به مدت ۹ ساعت خشک می‌کنیم.

## مزایای گوجه خشک
درمان بیماری نقرص
درمان بیماری رماتیسم
تأمین ویتامین ث
ضد سرطان
کاهش فشار خون
پیشگیری از ابتلا به سرطان
کمک به سیستم گوارش

## روش‌های نگهداری گوجه خشک
دو روش مرسوم برای نگهداری بیشتر و بهتر گوجه خشک وجود دارد یک روش نگهداری گوجه خشک در فریزر است که در این مدل با استفاده از قراردادن گوجه خشک در زیپ لاک یا نایلکس امکان‌پذیر است روش دیگر نگهداری گوجه خشک در روغن زیتون است که در کابینت قرار می‌گیرد.

## نگارخانه

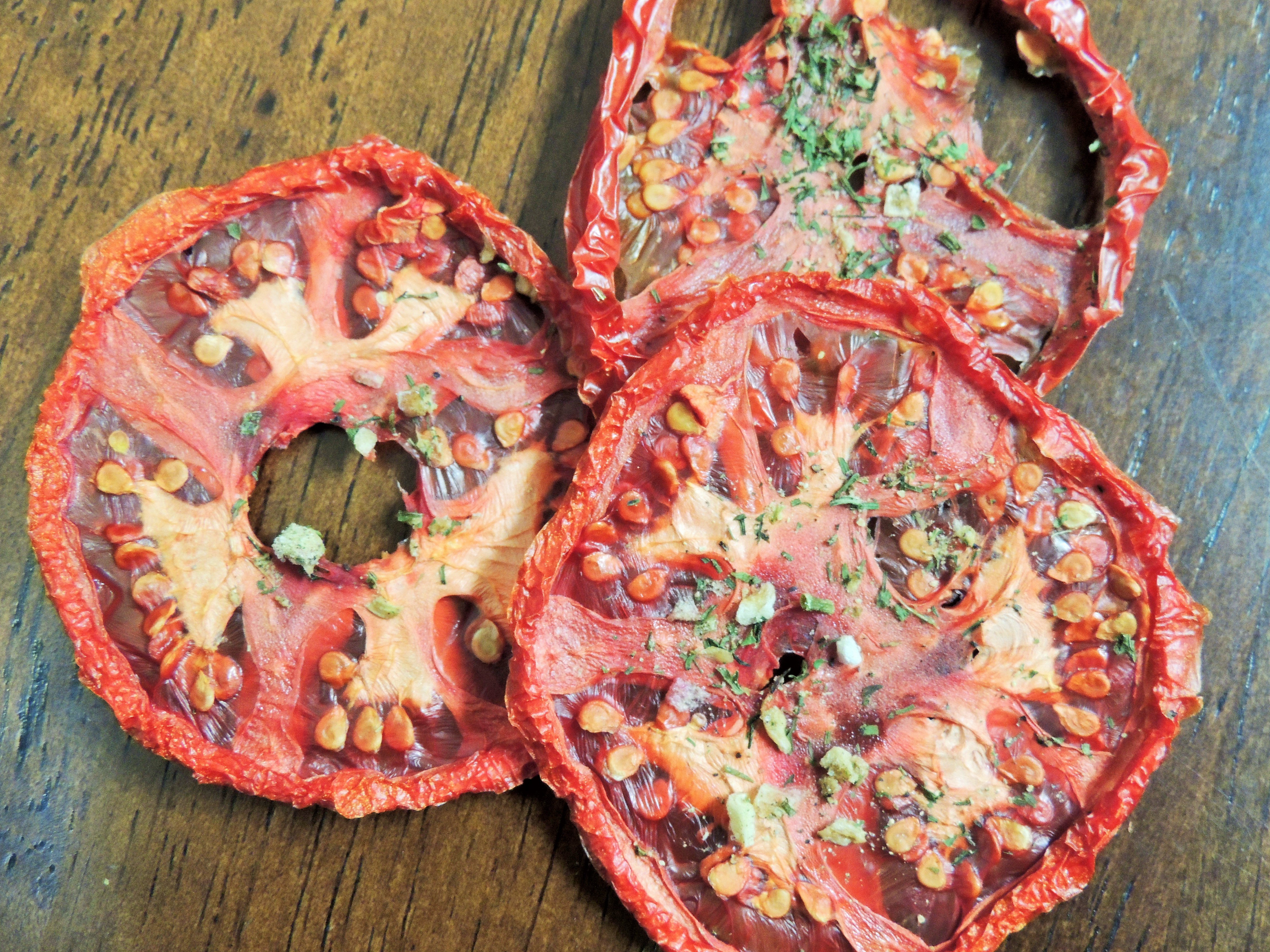
گوجه خشک
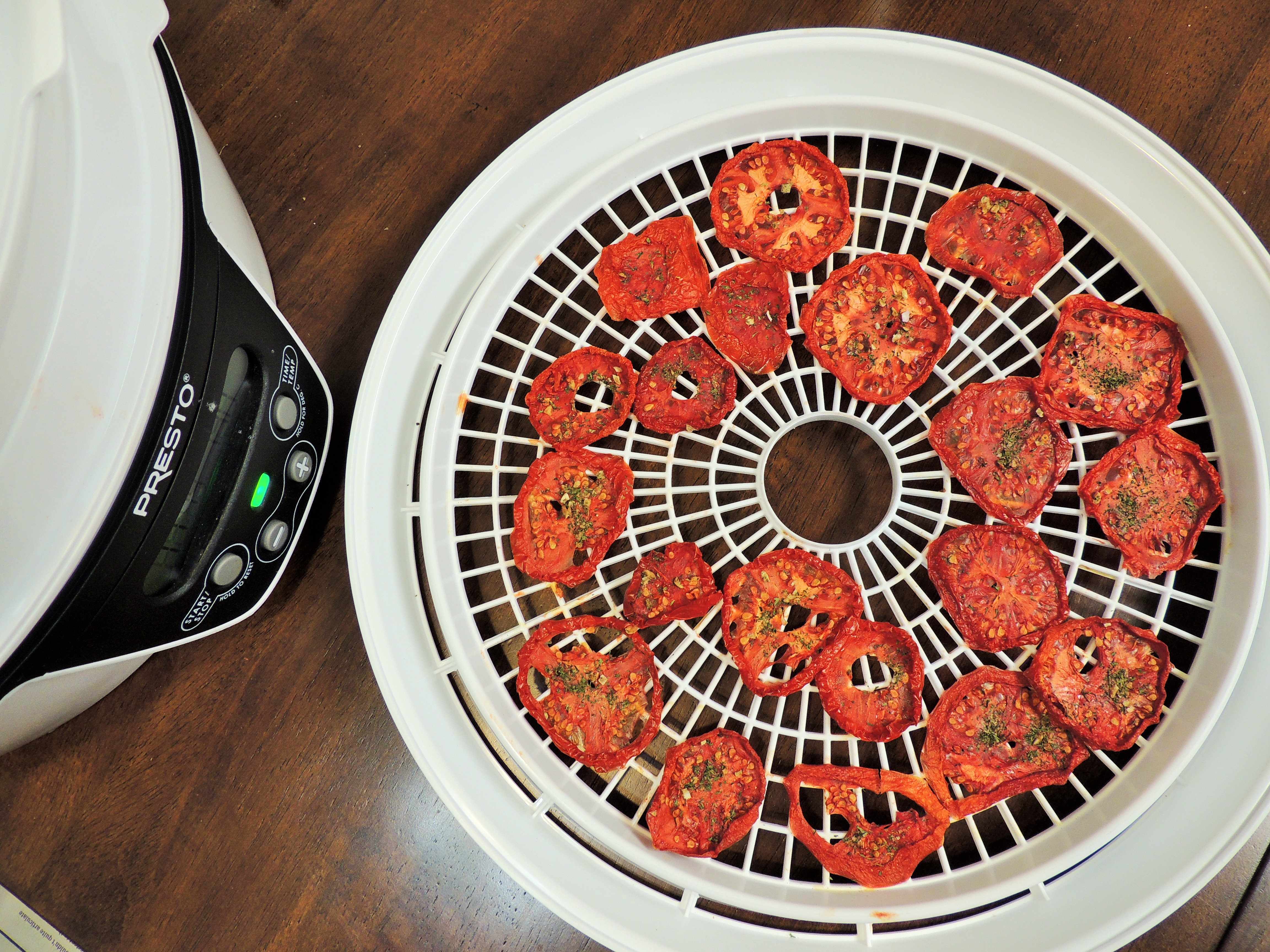
خشک کردن گوجه با دستگاه خشک کن
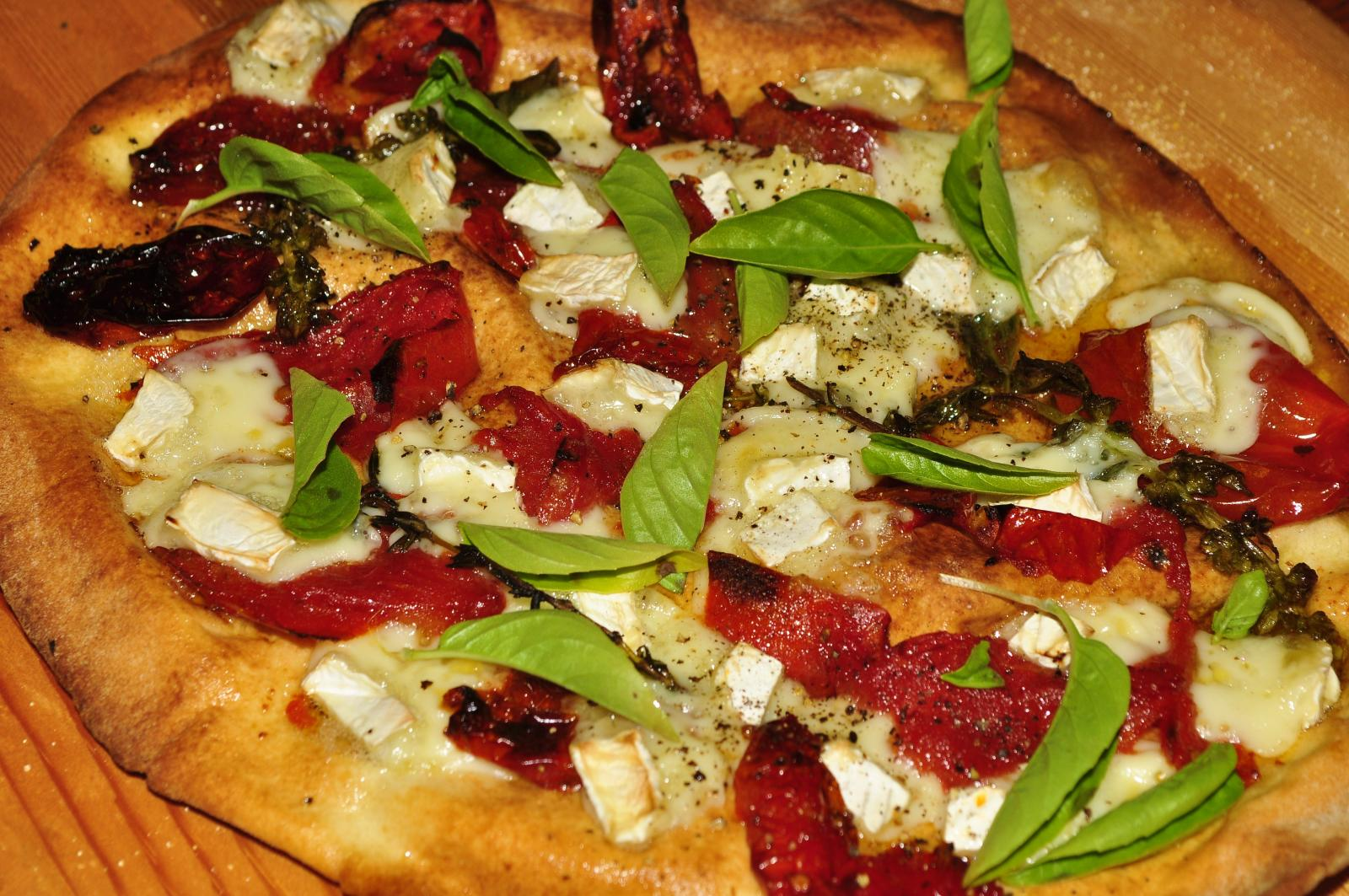
گوجه خشک استفاده شده در پیتزا
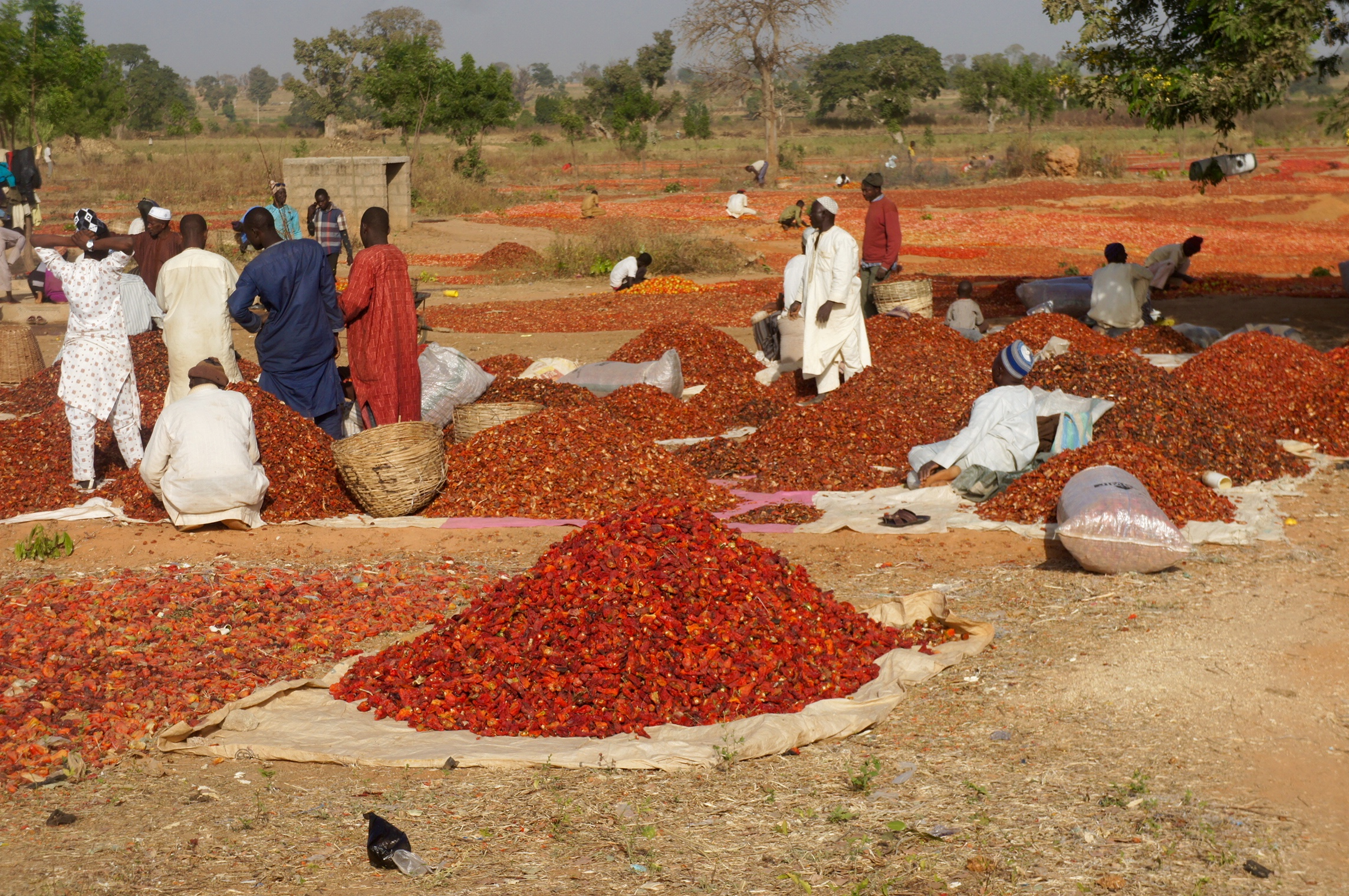
گوجه خشک در زیر نور افتاب